# كأس بلغاريا 1956
كأس بلغاريا 1956 (بالبلغارية: Купа на Съветската армия 1956)‏ هو موسم من كأس بلغاريا. أشرف على تنظيمه اتحاد بلغاريا لكرة القدم، وفاز فيه ليفسكي صوفيا.